# Myrsine coxii
Myrsine coxii är en viveväxtart som beskrevs av Leonard C. Cockayne. Myrsine coxii ingår i släktet Myrsine och familjen viveväxter. Inga underarter finns listade i Catalogue of Life.